# Pia Desideria (1624)

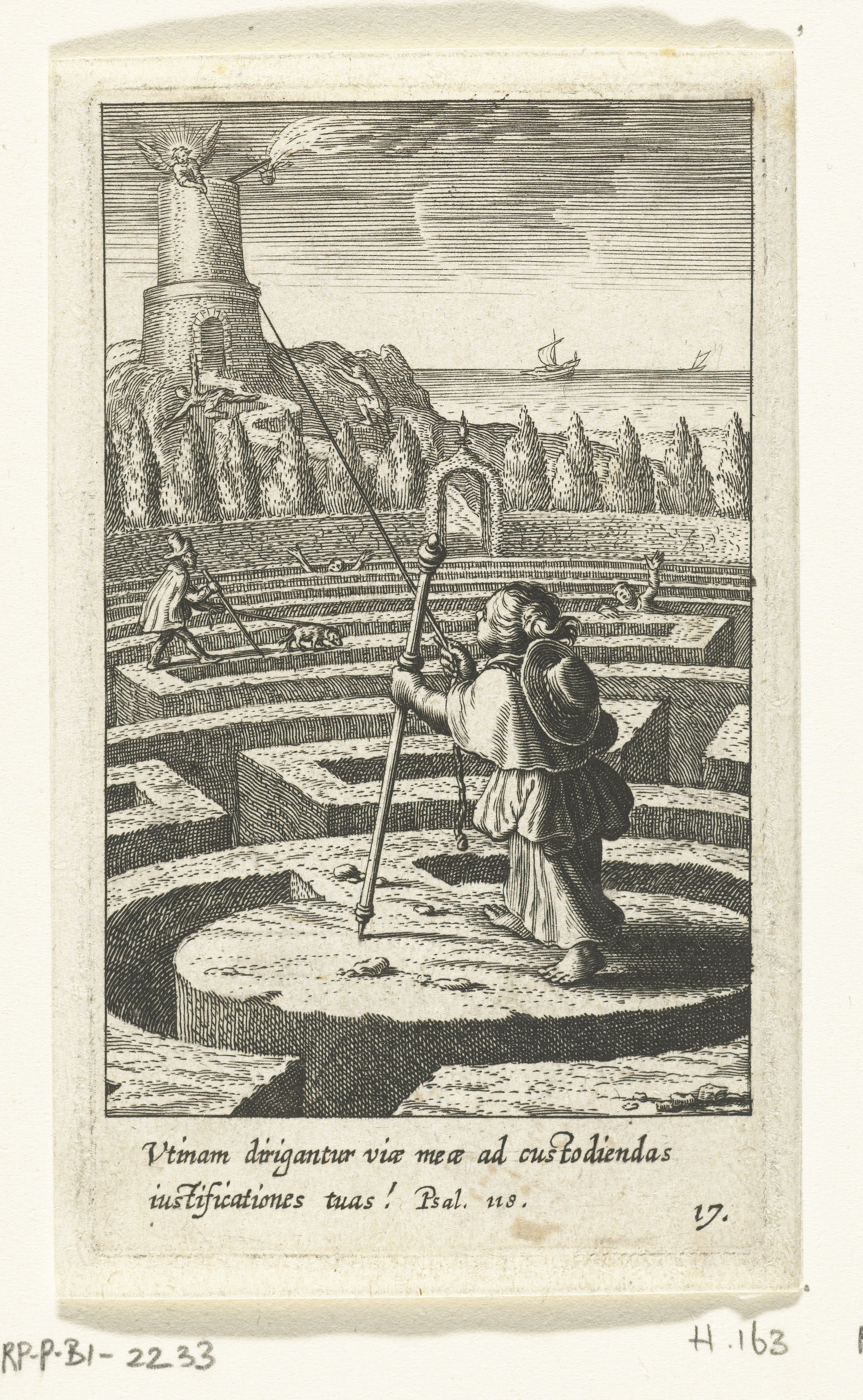
Emblema XVII del Pia Desideria de Herman Hugo, grabado por Boëtius à Bolswert.

El Pia Desideria, cuyo título completo es Pia Desideria. Emblematis elegiis et affectivus SS. Patrum Ilustrata, es un libro de emblemas devocional y de meditación cristiana escrito por el sacerdote jesuita Herman Hugo, editado en 1624 en Amberes, Bélgica. Fue uno de los libros piadosos de emblemas más importantes del siglo XVII con gran difusión en toda Europa.

## Historia
Herman Hugo (1588-1629), escritor y poeta en lengua latina, fue influenciado por la literatura espiritual ignaciana propia de los jesuitas, en especial por el libro de su profesor Antoine Sucquet, Via Vitae Aeternae, publicado en 1620, y, en el terreno de la literatura emblemática, por Otto Vaenius y sus Amorum Emblemata y su versión cristianizada, los Amoris Divini Emblemata (Amberes, 1615). Su Pia Desideria, editado en 1624 en Amberes, con dedicatoria al papa Urbano VIII, fue el libro de emblemas jesuita más difundido en el siglo XVII y uno de los más importantes de la literatura religiosa, alcanzando cuarenta ediciones en latín hasta 1757, 150 reediciones y 90 traducciones a los más importantes idiomas de toda Europa. Al español fue traducido por el también jesuita Pedro de Salas que publicó su versión en Valladolid en 1638 con el título Affectos divinos con emblemas sagradas.

## Contenido
El Pia Desideria es un texto perteneciente a la literatura emblemática, esto es, un libro estructurado a base de ilustraciones acompañadas de un epigrama cada una y un texto que explicaba y desarrollaba la idea que cada ilustración prefiguraba. Escrito en latín, el libro consta de 45 ilustraciones realizadas por el grabador Boëtius à Bolswert, cuyas frases explicativas y textos tienen como objetivo adentrar al lector en las tres etapas propias de la mística: vía purgativa, vía iluminativa y vía unitivia. Como en los libros de Vaenius y sus imitadores, dos son los protagonistas principales de cada emblema: el Amor divino y el Alma humana, en figuras infantiles conforme a la tradición de representar al amor en forma de Eros o Cupido y en paralelo al culto creciente a la figura del Niño Jesús. Ocasionalmente los acompaña alguna figura alegórica secundaria característica también de este tipo de literatura, como la dama ricamente engalanada con un abanico y un tazón del que brotan pompas de jabón, símbolo de la vanidad del mundo, o el loco con campanillas y gorra, para simbolizar el estado del que se deja arrastrar por las pasiones y la demencia terrena.
Cada emblema se acompaña de un extenso poema que explica el tema a tratar acompañado con referencias bíblicas, de los Santos Padres y de la hagiografía.